# Bowers & Wilkins
Bowers & Wilkins (souvent abrégé en « B&W ») est un fabricant anglais de matériel audio, et plus spécialement d'enceintes. Il a été fondé en 1966 par John Bowers à Worthing, dans le Sussex de l'Ouest, en Angleterre. Bowers & Wilkins appartient désormais à B&W Group Ltd., lequel inclut également les fabricants de matériel audio Rotel et Classé (en).
Aujourd'hui, la gamme de produits de Bowers & Wilkins comprend des enceintes Hi-Fi, des enceintes sans-fil ainsi que des casques.
En 2025 le fabriquant est acheté par Harman, propriété de Samsung.

## Histoire
Bowers & Wilkins commence comme une boutique d'électronique et de radio à Worthing, créée après la Seconde Guerre mondiale par John Bowers et Roy Wilkins. Petit à petit, John Bowers devient intéressé par la conception et l'assemblage de haut-parleurs, installant une petite ligne de production à l'arrière de la boutique pour des clients locaux.
En 1966, John Bowers fonde la société B&W Electronics Ltd. La première enceinte de la marque est la P1, commercialisée en 1966. Le coffret et le filtre sont fabriqués par Bowers & Wilkins, mais les haut-parleurs viennent de EMI et Celestion (en).
En 1968, Audioscript, aux Pays-Bas, devient son premier distributeur international. Les moniteurs familiaux (Domestic monitors) DM1 et DM3, plus abordables, sont introduits la même année. En 1969, Dennis Ward (travaillant précédemment chez EMI) intègre l'entreprise.
Début mai 2016, la start-up californienne Eva Automation, spécialisée dans l'interconnexion d'équipements audio et autres, rachète B&W pour un montant inconnu.
En 2025 le fabriquant est acheté par Harman, propriété de Samsung.

## Produits actuels

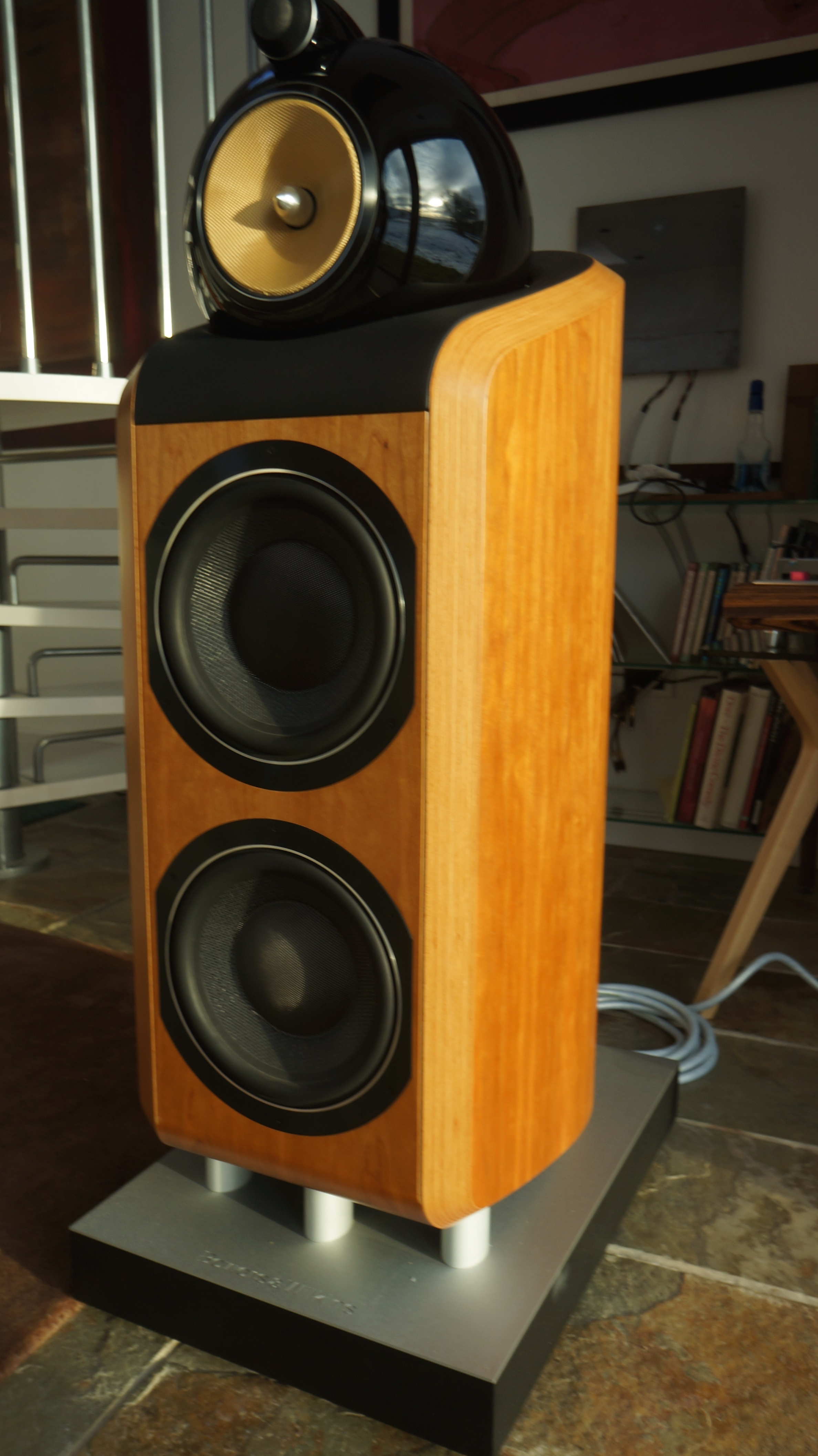
L'enceinte haut de gamme 800 Diamonds

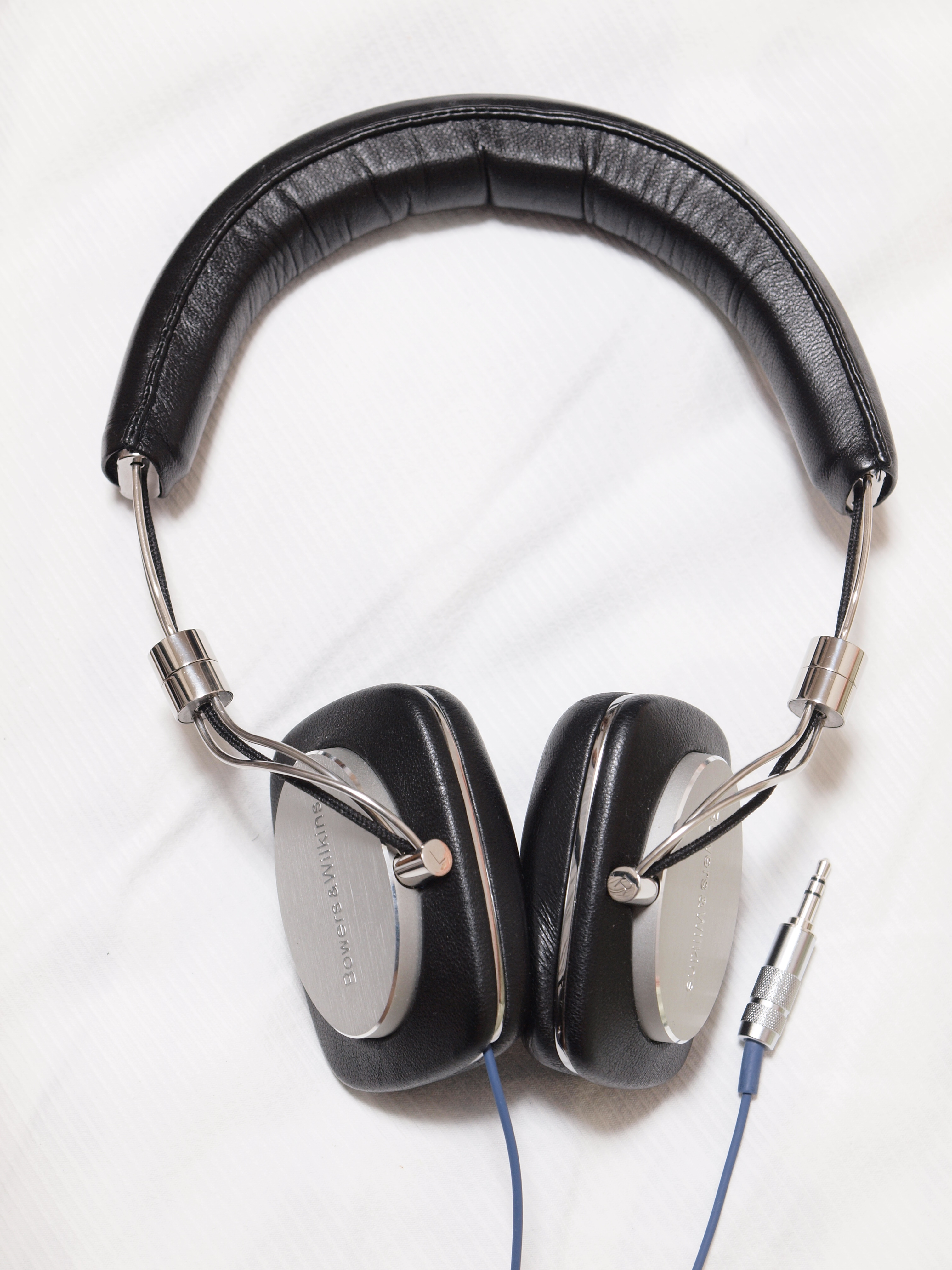
Le casque P5

### Enceintes Hi-Fi
- Nautilus
- Série 800 Diamonds 3
- Série 700 S2 Signature
- Série 700 S2
- Série 600

### Home cinéma
- Mini Théâtre
- Formation Bar et Subwoofer
- Série CT700
- Série CT800

### Enceintes encastrables
- Marine
- Série 300
- Série 600
- Série 700

### Enceintes sans-fil
- Formation Duo
- Formation Flex
- Formation Wedge

### Casques
- PX5
- PX7
- PX8

### Électronique
- Formation Audio